# Élise Pellegrin
Élise Pellegrin (* 7. Mai 1991 in Blois, Loir-et-Cher)  ist eine französisch-maltesische Skirennläuferin. Sie ist auf die technischen Disziplinen Riesenslalom und Slalom spezialisiert und vertrat Malta 2013 und 2014 jeweils als erste Athletin bei alpinen Skiweltmeisterschaften und Olympischen Winterspielen.

## Biografie

### Kindheit und Jugend
Élise Pellegrin wuchs bis zu ihrem dritten Lebensjahr in Montrichard im Département Loir-et-Cher auf, bevor sie mit ihren Eltern nach Ventron in den Vogesen übersiedelte. Dort entdeckte sie im Alter von acht Jahren ihre Liebe zum Skisport und schloss sich der Union Sportive Ventron an.
Im Alter von 15 Jahren bestritt sie in Tignes ihre ersten FIS-Rennen. Im August 2008 nahm sie erstmals am South American Cup teil, wo sie mit Rang neun im Slalom am Cerro Catedral ihr bestes Resultat erzielte. Im Rahmen der argentinischen Meisterschaften belegte sie außerdem Rang sechs im Slalom, was bis heute ihr bestes Ergebnis in einem internationalen Bewerb auf dieser Ebene bedeutet. Nach einem erfolglosen Umzug nach La Plagne und mehreren Wintern auf FIS-Ebene, in denen sie sich stets am Ende der Ergebnislisten wiederfand, kehrte sie nach Ventron zurück. Ohne Perspektive im französischen Skiverband vollzog sie im Sommer 2012 einen Nationenwechsel und entschied sich ob der maltesischen Abstammung ihres Vaters für den Inselstaat im Mittelmeer.

### Großereignisse und Weltcup
Im Februar 2013 war Pellegrin in Schladming die erste Malteserin bei einer alpinen Skiweltmeisterschaft. Sowohl im Riesenslalom als auch im Slalom scheiterte sie mit 16,5 bzw. gut 14 Sekunden Laufrückstand klar an der Qualifikation für den zweiten Durchgang und belegte die Ränge 67 und 69. Via FIS- und Citizen-Rennen qualifizierte sie sich auf für die Olympischen Spiele 2014 in Sotschi und vertrat als erste und einzige Athletin Malta bei Winterspielen. Mit 25 Sekunden Rückstand auf Siegerin Mikaela Shiffrin belegte sie im Slalom Rang 42, im Riesenslalom kam sie nicht über Platz 65 hinaus. Auch an den Weltmeisterschaften 2015 in Vail und 2017 in St. Moritz ging sie an den Start, wobei sie einen 57. Rang im Slalom (2015) als bestes Ergebnis erreichte. Nach der WM 2015 absolvierte sie beim staatlichen Centre de ressources, d’expertise et de performance sportives (CREPS) in Nancy eine Trainerausbildung. Im Februar 2017 gelang ihr im Citizen-Slalom von Le Markstein ein Prestigeerfolg, als sie sich gegen 13 Konkurrentinnen durchsetzen und einen Heimsieg feiern konnte.
Nachdem es ihr laut eigenen Angaben schwerfällt, im Wettkampf ihre Bestleistung abzurufen, arbeitete Pellegrin ab Sommer 2017 mit einem Mentaltrainer zusammen. Im Hinblick auf Olympia 2018 nahm sie wieder am South American Cup sowie erstmals am Nor-Am Cup teil. Im September 2017 belegte sie mit Rang 12 im Riesenslalom von Chapelco ihr bis dahin bestes Ergebnis in einem FIS-Rennen. Am 27. Januar 2018 gab sie im Riesenslalom von Lenzerheide ihr Weltcup-Debüt. In Pyeongchang war Pellegrin erneut als einzige maltesische Sportlerin – und somit automatisch Fahnenträgerin – vertreten, konnte sich in den technischen Disziplinen jedoch im Vergleich zu Sotschi nicht verbessern. Im Slalom belegte sie nach zufriedenstellendem zweiten Durchgang Endrang 50, im Riesenslalom kam sie nicht ins Ziel.
Élise Pellegrin blieb aus familiären Gründen eng mit ihrem Heimatort Montrichard verbunden. Für die Saison 2018/19 sagte ihr die Gemeinde finanzielle Unterstützung in Höhe von 3000 Euro zu, da durch die Skirennläuferin eine gewisse internationale Aufmerksamkeit gewährleistet sei.

## Erfolge

### Olympische Spiele
- Sotschi 2014: 42. Slalom, 65. Riesenslalom
- Pyeongchang 2018: 50. Slalom, DSQ Riesenslalom

### Weltmeisterschaften
- Schladming 2013: 67. Riesenslalom, 69. Slalom
- Vail/Beaver Creek 2015: 57. Slalom, 72. Riesenslalom
- St. Moritz 2017: 59. Slalom, 66. Riesenslalom
- Åre 2019: 65. Riesenslalom, DSQ Slalom
- Méribel 2023: 51. Slalom, DNQ Riesenslalom

### South American Cup
- Eine Platzierung unter den besten 10

### Weitere Erfolge
- 5 Platzierungen unter den besten 15 bei FIS-Rennen